# Ievgueni Baratinski
Ievgueni Baratinski (rus: Баратынский, Евгений Абрамович)  (Mara Manor i Maryinka, 19 de febrer de 1800 (Julià) - Nàpols, 11 de juliol de 1844), nom complet amb patronímic Ievgueni Abràmovitx Baratinski (Boratinski), rus: Евге́ний Абра́мович Бараты́нский (Боратынский), fou un escriptor i poeta rus que va ser lloat per Aleksandr Puixkin com el millor poeta elegíac rus. Després d'un llarg període en què la seva reputació va caure en l'oblit, Baratinski va ser redescobert per Anna Akhmàtova i Joseph Brodsky com a poeta suprem del pensament.

## Vida
D'ascendència noble, Baratinski va ser educat al Cos de patges a Sant Petersburg; d'allà fou expulsat a l'edat de 15 anys, per haver robat una caixa de rapè i cinc-cents rubles del pare d'un company de classe. Aquesta trapelleria de joventut arribà a oïdes del tsar, i a més de ser expulsat, se li va prohibir de treballar en qualsevol altre lloc de l'administració, llevat de l'exèrcit (i com a soldat ras). Després que tres anys al camp i profunda confusió emocional, ingressà a l'exèrcit com a soldat ras.
El 1820, el jove poeta va conèixer Anton Délvig, el qual va enaltir el seu decaigut esperit i el va presentar en la premsa literària. Ben aviat, Baratinski va ser transferit a Finlàndia, on romangué sis anys. El seu primer poema llarg, Eda, escrit durant aquest període, establí la seva reputació. Gràcies a la intervenció d'amics seus, obtingué permís del tsar per retirar-se de l'exèrcit, i s'instal·là el 1827 a Murànovo, prop de Moscou (ara un museu literari). Allà completà el seu treball més llarg, El gitano, un poema escrit a l'estil de Puixkin.

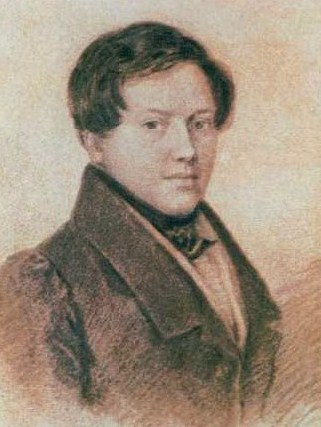
Retrat, 1826

La vida familiar de Baratinski semblava que fos feliç, però una malenconia profunda romania al fons de la seva ment i de la seva poesia. Publicà uns quants llibres de versos, que van ser altament valorats per Puixkin i altres crítics perceptius, però es trobà amb la recepció comparativament freda de la gent, i violenta de part dels joves periodistes joves del "partit plebeu". Mentre el temps passava, l'humor de Baratinski progressà del pessimisme a la desesperança, il'elegia es convertí en la seva forma de l'expressió preferida. Morí el 1844 a Nàpols, on se n'havia anat a la recerca d'un clima més suau.

## Poesia
Els primers poemes de Baratinski es troben emfasitzats pels seus esforços conscients per tal d'escriure diferentment de Puixkin, a qui considerava com a model de perfecció. Fins i tot Eda, el seu primer poema llarg, encara que inspirat pel poema de Puixkin El pres del Caucas, s'adhereix a un estil realista i senzill, amb una mica de patetisme sentimental, però sense rastre de romanticisme. Està escrit, com tot el que Baratinski escrivia, en un estil meravellosament precís, prop del qual Puixkin sembla boirós. Els passatges descriptius hi són entre el millor -la natura severa de Finlàndia era especialment estimada per Baratynsky.
Les seves peces curtes dels anys 1820 es distingeixen per la seva brillantor freda, metàl·lica i la sonoritat del vers. Són més nues i més clares que qualsevol altra en tota la poesia russa d'abans d'Akhmàtova. Els poemes d'aquell període inclouen fugitives, lleugeres peces a la manera d'Anacreont i d'Horaci, algunes de les quals han estat reconegudes com a obres mestres en el seu gènere, així com elegies d'amor, en què s'albira un sentiment delicat en un brillant enginy.
En les seves obres de maduresa (que inclouen tots els seus poemes curts escrits després de 1829), Baratinski és un poeta de pensament, potser de tots els poetes del "dinovè segle estúpid" aquell que feia el millor ús del pensament com a material per poesia. Això el feia aliè als seus contemporanis més joves i a tota la darrera part del segle, que identificava poesia amb sentiment. La seva poesia és, per dir-ho d'alguna manera, una drecera des de l'enginy dels poetes del segle xviii fins a les ambicions metafísiques del segle XX (en termes de poesia anglesa, des d'Alexander Pope fins a T. S. Eliot).
L'estil de Baratinski és clàssic i viu en els models del segle anterior. Encara en el seu esforç per donar al seu pensament la declaració més breu i més concentrada, a vegades es torna obscur i perd compressió. Entre altres coses, Baratinski va ser un dels primers poetes russos que, en vers, feu mestratge de l'oració complexa, i es va expandir per les clàusules subordinades i els parèntesis.

## Filosofia

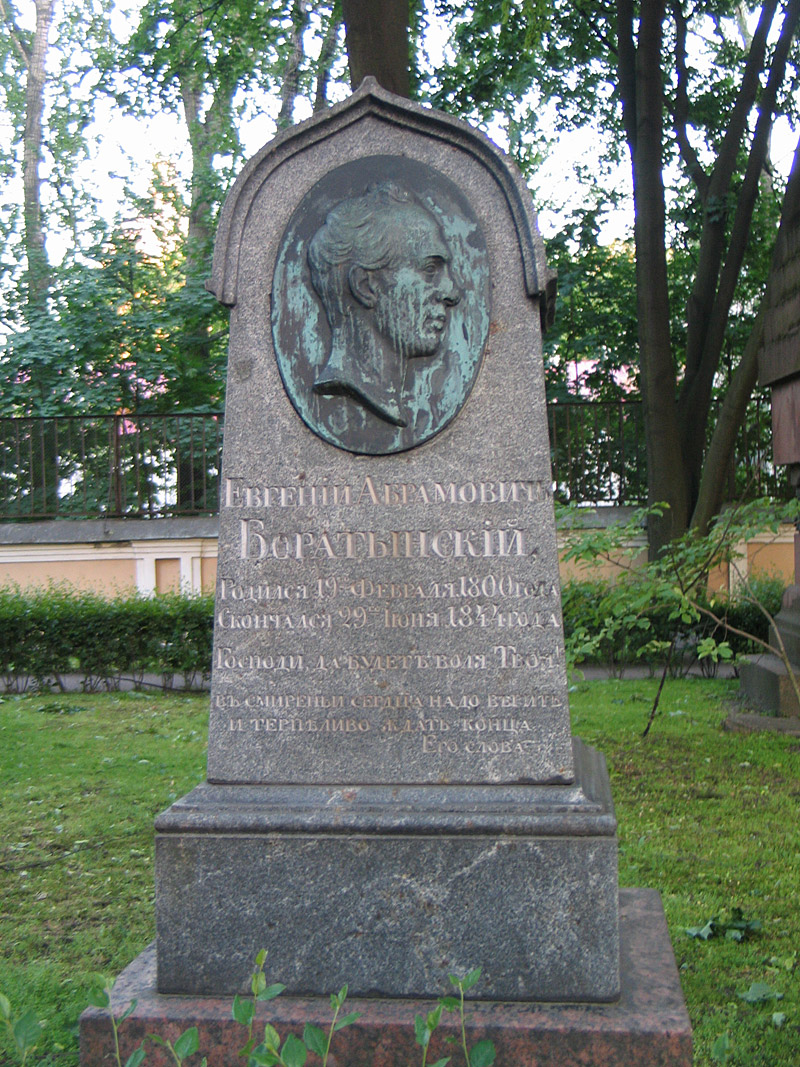
La tomba de Baratinski al cementiri del monestir d'Alexandre Nevski

Baratinski aspirava posteriorment a una unió més plena amb la natura, a una espontaneïtat més primitiva de vida mental. Veia el ferm i inexorable moviment de la humanitat més enllà de la natura. L'aspiració, després d'un passat més orgànic i natural, és un dels motius principals de la poesia de Baratinski. Ell simbolitzava en la dissonància de creixement entre el nen de natura -el poeta- i el ramat humà, que estaven creixent, amb totes les generacions, més absorbides per aspectes industrials. Per això, l'aïllament creixent del poeta en el món modern, on l'única resposta que el saluda és la de les seves pròpies rimes (Rima, 1841).
El futur de la humanitat industrialitzada i mecanitzada serà brillant i magnífic en el futur més pròxim, però la felicitat universal i la pau es compraran al cost de la pèrdua de tots els valors més alts de poesia (L'últim poeta). I inevitablement, després d'una edat de refinament intel·lectual, la humanitat perdrà la seva saba vital i morirà d'impotència sexual. Llavors, la Terra es tornarà a la seva majestat primitiva (L'última mort, 1827).
Aquesta filosofia, que s'aliava amb la seva malenconia temperamental profunda, produïa poemes de majestat extraordinària, que no pot ser comparable a res en la poesia de pessimisme, excepte a Leopardi.